# 一万光年の愛
「一万光年の愛」（いちまんこうねんのあい）は、西城秀樹の50枚目のシングル。1985年2月5日にRCAから発売された。

## 解説
- シングル50枚目の記念作品として井上大輔が作曲を担当した[2]。奇しくも郷ひろみの「2億4千万の瞳」と同様のケースとなった。
- パイプオルガンの重厚なイントロ、最先端のリズムマシーンによるバスドラムの連打など、かなり大胆なアレンジが施されている[3]。
- 「科学万博つくば '85」の開会式のテーマソングに選ばれた[4]。
- オリコンでは最高位12位（100位内10週）、10.0万枚のセールスとなった[1]。
- ジャケットには過去49作のシングル・ジャケットと「Hideki 50 songs」のロゴが掲載された。ただし「俺たちの時代」と「眠れぬ夜」は通常盤とは異なるジャケットが採用されている[2]。

## 収録曲
（全作曲・編曲：井上大輔）
1. 一万光年の愛
作詞：大津あきら
2. ターゲット
作詞：森田由美

## 「一万光年の愛」のカバー
- 康成 - 「一万年的愛」（北京語カバー）、マレーシア